# Pamela Coihuin
Pamela Andrea Coihuín Martínez  (22 de mayo de 1990) es un futbolista chilena. Juega de defensa en el club Colo-Colo y en la Selección de fútbol femenino sub 20 de Chile.

## Clubes
| Club      | País  | Año  |
| --------- | ----- | ---- |
| Colo-Colo | Chile | 2008 |

## Selección Chilena
Pamela Coihuín ha jugado por la Selección de fútbol femenino sub 20 de Chile, participado en el Campeonato Sudamericano Femenino Sub-20 de 2006 disputado en Chile y Campeonato Sudamericano Femenino Sub-20 de 2008 disputado en Brasil. 
- Datos: Q6059278